# Maggie Steffensová
Margaret Ann „Maggie“ Steffensová (* 4. června 1993 San Ramon) je americká vodní pólistka. Je studentkou Stanfordovy univerzity, se školním týmem vyhrála mistrovství National Collegiate Athletic Association v letech 2014, 2015 a 2017, dvakrát byla vyhlášena nejužitečnější hráčkou turnaje. Od roku 2010 je hráčkou reprezentace Spojených států amerických ve vodním pólu žen a od roku 2016 její kapitánkou. Vyhrála s ní Světový pohár FINA 2010 a 2014, Panamerické hry 2011 a 2015, mistrovství světa v plavání 2015 a 2017 a olympijský turnaj 2012 a 2016. Byla nejlepší střelkyní na OH 2012 (21 branek) a 2016 (17 branek). V roce 2012 ji Mezinárodní plavecká federace zvolila nejlepší světovou hráčkou roku.
Její otec Carlos Steffens pochází z Portorika, které reprezentoval ve vodním pólu. Starší sestra Jessica Steffensová byla její spoluhráčkou v týmu olympijských vítězek z roku 2012.